# يان مونيك
يان مونيك (بالسلوفينية: Jan Močnik)‏ مواليد 27 مارس 1987 في شيمبتر بري غريتسي، جمهورية يوغوسلافيا الاشتراكية الاتحادية، هو لاعب كرة سلة سلوفيني. بدأ مسيرته الاحترافية في سنة 2002. يبلغ طوله 5 قدم 8.5 بوصة (1.7 م).

## المسيرة الاحترافية
لعب مع نوفا جوريتسا في موسم 2006–2007، ثم لعب مع أوليمبيا في موسم 2007–2008، ثم لعب مع بوزنان في موسم 2008–2009، ثم لعب مع أماتوري أوديني في موسم 2009–2010، ثم لعب مع أوليمبيا من سنة 2011 إلى 2013، ثم لعب مع سلوفان في سنة 2014.

## روابط خارجية
- يان مونيك على موقع الاتحاد الدولي لكرة السلة (الإنجليزية)
- يان مونيك على موقع الدوري الأوروبي لكرة السلة (الإنجليزية)
- يان مونيك على موقع كرة السلة الأوروبية.كوم (الإنجليزية)
- يان مونيك على موقع ريلجم (الإنجليزية)
- يان مونيك على موقع بروبوليرز (الإنجليزية)
- يان مونيك على موقع سبورتس رفرنس (الإنجليزية)